# Milan Černý
Milan Černý (Praga, Checoslovaquia, 16 de marzo de 1988) es un futbolista checo, que se encuentra sin club.

## Estadísticas

### Clubes
| Club                 | País            | Año       | Part. | Goles |
| -------------------- | --------------- | --------- | ----- | ----- |
| S. K. Slavia Praga   | República Checa | 2004-05   | 1     | 0     |
| S. K. Slavia Praga   | República Checa | 2005-06   | 5     | 0     |
| S. K. Slavia Praga   | República Checa | 2008-09   | 6     | 1     |
| S. K. Slavia Praga   | República Checa | 2009-10   | 19    | 1     |
| S. K. Slavia Praga   | República Checa | 2010-11   | 23    | 3     |
| S. K. Slavia Praga   | República Checa | 2014-15   | 17    | 1     |
| S. K. Slavia Praga   | República Checa | 2015-16   | 15    | 0     |
| S. K. Slavia Praga   | Total           | Total     | 95    | 6     |
| Sivasspor            | Turquía         | 2011-12   | 39    | 3     |
| Sivasspor            | Turquía         | 2012-13   | 6     | 0     |
| Sivasspor            | Total           | Total     | 45    | 3     |
| F. K. Dukla Praga    | República Checa | 2013-14   | 14    | 0     |
| F. K. Dukla Praga    | Total           | Total     | 14    | 0     |
| F. C. Hradec Kralové | República Checa | 2016-2017 | 25    | 2     |
| F. C. Hradec Kralové | República Checa | 2017-2018 | 24    | 1     |
| F. C. Hradec Kralové | República Checa | 2018-2019 | 21    | 1     |
| F. C. Hradec Kralové | República Checa | 2019-2020 | 9     | 1     |
| F. C. Hradec Kralové | Total           | Total     | 79    | 5     |
| F. K Slavoj Vyšehrad | República Checa | 2019-20   | 12    | 1     |
| F. K Slavoj Vyšehrad | República Checa | 2020-21   | 15    | 0     |
| F. K Slavoj Vyšehrad | Total           | Total     | 22    | 1     |

## Selección nacional
Ha sido internacional con la Selección de fútbol de la República Checa, ha jugado 3 partidos internacionales y ha anotado solo 1 gol.